# Incidente del missile norvegese

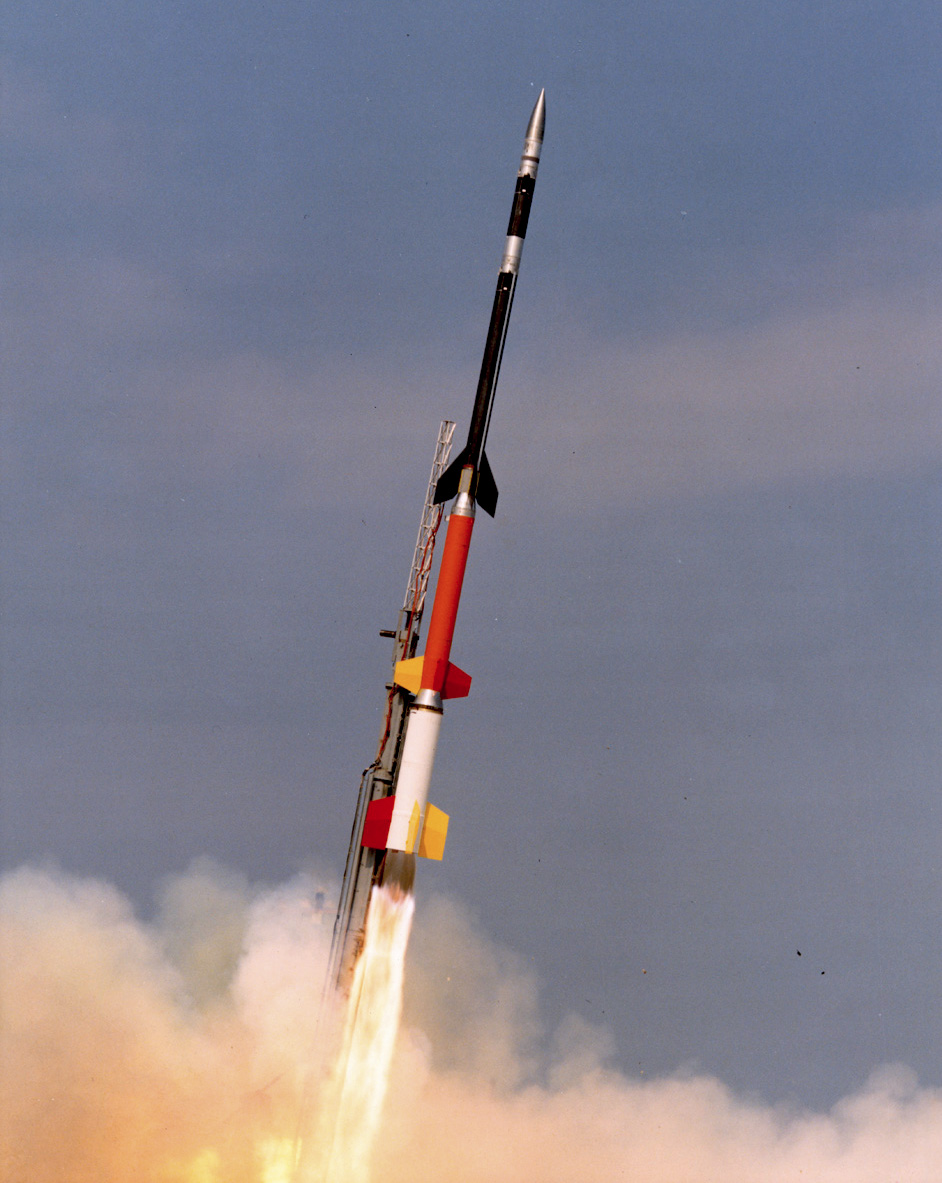
Black Brant XII, il missile che scatenò l'incidente diplomatico.

L'incidente del missile norvegese è un evento che ha avuto luogo il 25 gennaio 1995, circa quattro anni dopo la fine della Guerra Fredda, in cui si temette che fosse stato lanciato un missile nucleare dagli Stati Uniti contro la Russia, con il rischio di un terzo conflitto mondiale.
L'incidente ebbe inizio quando un gruppo di scienziati norvegesi e statunitensi lanciò un razzo Black Brant al largo della costa nord-occidentale della Norvegia. Il razzo, che trasportava materiale per studiare l'aurora boreale sulle Isole Svalbard, si diresse verso nord, percorrendo un corridoio aereo che si estende dalle postazioni di lancio dei Minuteman-III situati nel Dakota del Nord fino a Mosca, raggiungendo un'altitudine di 1.453 km. Le forze nucleari russe vennero messe in allerta; il presidente russo Boris El'cin si trovò di fronte all'ardua scelta di lanciare o meno un attacco nucleare di rappresaglia tramite la cosiddetta "valigetta nucleare".

## Il lancio del razzo
Mentre continuava a salire, il razzo venne rilevato da radar installati a Olenegorsk. Per gli operatori del radar ed i militari russi, il razzo risultò avere struttura e velocità molto simile a quelle dei missili nucleari lanciati dai sottomarini, e ciò li portò a pensare ad un possibile attacco nucleare ai danni della Russia. L'esplosione di un ordigno nucleare ad alta quota sopra la Russia avrebbe generato un impulso elettromagnetico capace di mettere fuori uso ogni apparecchiatura elettronica e i satelliti di una ampia zona, oltre a generare un'aurora boreale nel lato opposto della terra. Tale bomba elettromagnetica avrebbe impedito una risposta nucleare russa, scenario ideale come preludio di un attacco missilistico americano su larga scala verso la Russia.
Dopo un po' di tempo, gli operatori radar scoprirono che il razzo si stava dirigendo verso il mare, più precisamente verso le isole Svalbard, anziché verso la Russia. Il tempo che i vertici russi avevano a disposizione per decidere se dare inizio o meno ad una rappresaglia nucleare era di dieci minuti, in quanto tale era il tempo che i missili sottomarini Trident lanciati dal Mare di Barents avrebbero impiegato per raggiungere la Russia; in questa occasione la decisione richiese ben otto dei dieci minuti.

## Risposta russa
L'evento portò a una segnalazione a catena verso il comando militare, fino al presidente Boris El'cin, che fu immediatamente informato e ricevette la "valigetta nucleare" (conosciuta in Russia come Čeget) utilizzata per autorizzare il lancio di missili nucleari, attivata automaticamente. È stato riferito che il presidente Boris El'cin attivò le sue "chiavi nucleari" per la prima volta dal suo mandato. Nessun avvertimento fu rilasciato al popolo russo riguardo a un possibile attacco atomico; l'evento fu raccontato dai media solo una settimana dopo.
A seguito della segnalazione, i comandanti dei sottomarini russi furono fatti entrare in uno stato di predisposizione al combattimento e preparati ad una controffensiva nucleare, prima che gli osservatori appurassero che non c'era alcun pericolo reale. Il razzo cadde a terra vicino all'isola di Spitsbergen 24 minuti dopo il lancio, come previsto fin dall'inizio.

## Notifica preventiva
Gli scienziati norvegesi e statunitensi avevano allertato una trentina di paesi, tra cui, a quanto pare, anche la Russia, della loro intenzione di lanciare un razzo per un esperimento scientifico. Talune teorie, avvalorate anche da dichiarazioni di alti ufficiali russi, ritengono che si sia trattato di un test per valutare la capacità di reazione atomica russa. Altre teorie ritengono che la notifica non sia arrivata alle postazioni russe per negligenze del sistema di comunicazioni russo.